# Yigoga gracilis
Yigoga gracilis är en fjärilsart som beskrevs av Wagner 1929. Yigoga gracilis ingår i släktet Yigoga och familjen nattflyn. Inga underarter finns listade i Catalogue of Life.